# 鈴木陽子 (ラグビー選手)
鈴木 陽子（すずき ようこ、1993年6月23日 - ）は、日本の女子ラグビーユニオン選手。ARUKAS QUEEN KUMAGAYAに所属する。

## プロフィール
- 神奈川県出身。
- 身長 150cm、体重 54kg
- ポジションはスクラムハーフ(SH)。
- ニックネームはよーこ、まる子、こども[1]。

## 来歴
ラグビーを始めたきっかけは小さい頃、父のラグビーの試合に行って、ラグビーを見たり、ボールを触ったりしたことから。
2012年、横浜市立東校卒業後、立正大学に入る。
2013年、ラグビーワールドカップセブンズ2013の7人制女子日本代表に選出された。
2014年、アジア大会の7人制女子日本代表に選出され、銀メダル獲得に貢献。
2016年、立正大学卒業後、埼玉県熊谷市職員になった。